# هلبدوندورف
هلبدوندورف (به آلمانی: Helbedündorf) یک شهر در آلمان است که در کوفهویزرکرایس واقع شده‌است. هلبدوندورف ۲٬۷۶۶ نفر جمعیت دارد.